# Canton de Biguglia-Nebbio
Le canton de Biguglia-Nebbio est une division administrative française du département de la Haute-Corse créée par le décret du 26 février 2014 et entrant en vigueur lors des élections départementales de 2015.

## Histoire
Un nouveau découpage territorial de la Haute-Corse entre en vigueur à l'occasion des premières élections départementales suivant le décret du 17 février 2014. Les conseillers départementaux sont, à compter de ces élections, élus au scrutin majoritaire binominal mixte. Les électeurs de chaque canton élisent au Conseil départemental, nouvelle appellation du Conseil général, deux membres de sexe différent, qui se présentent en binôme de candidats. Les conseillers départementaux sont élus pour 6 ans au scrutin binominal majoritaire à deux tours, l'accès au second tour nécessitant 12,5 % des inscrits au 1er tour. En outre la totalité des conseillers départementaux est renouvelée. Ce nouveau mode de scrutin nécessite un redécoupage des cantons dont le nombre est divisé par deux avec arrondi à l'unité impaire supérieure si ce nombre n'est pas entier impair, assorti de conditions de seuils minimaux. Dans la Haute-Corse, le nombre de cantons passe ainsi de 30 à 15.
Le canton de Biguglia-Nebbio est partagé entre l'arrondissement de Bastia (1 commune) et celui de Calvi (13 communes). Le bureau centralisateur est situé à Biguglia.

## Représentation
| Période élective | Période élective | Mandat | Mandat | Identité       | Nuance | Nuance | Qualité |
| ---------------- | ---------------- | ------ | ------ | -------------- | ------ | ------ | --- |
| 2015             | 2021             | 2015   | 2017   | Muriel Beltran |        | LR     | Factrice Adjointe au Maire de Biguglia |
| 2015             | 2021             | 2015   | 2017   | Claudy Olmeta  |        | LR     | Cadre bancaire retraité Maire de Saint-Florent Ancien conseiller général du Canton de La Conca-d'Oro Président de la Communauté de Communes |

À l'issue du 1er tour des élections départementales de 2015, deux binômes sont en ballotage : Muriel Beltran et Claudy Olmeta (UMP, 44,46 %) et Claude Flori et Marie-Hélène Nannini (DVD, 42,42 %). Le taux de participation est de 50,57 % (5 054 votants sur 9 994 inscrits) contre 56,69 % au niveau départementalet 50,17 % au niveau national.
Au second tour, Muriel Beltran et Claudy Olmeta (UMP) sont élus avec 100 % des suffrages exprimés et un taux de participation de 34 % (3 004 voix pour 3 398 votants et 9 994 inscrits).

## Composition
Le canton de Biguglia-Nebbio comprend quatorze communes entières.
| Nom                              | Code Insee | Intercommunalité        | Superficie (km2) | Population (dernière pop. légale) | Densité (hab./km2) | Modifier                                    |
| -------------------------------- | ---------- | ----------------------- | ---------------- | --------------------------------- | ------------------ | ------------------------------------------- |
| Biguglia (bureau centralisateur) | 2B037      | CC de Marana-Golo       | 22,27            | 7 638 (2022)                      | 343                | modifier les données · modifier les données |
| Barbaggio                        | 2B029      | CC Nebbiu - Conca d'Oro | 10,86            | 340 (2022)                        | 31                 | modifier les données · modifier les données |
| Murato                           | 2B172      | CC Nebbiu - Conca d'Oro | 20,38            | 564 (2022)                        | 28                 | modifier les données · modifier les données |
| Oletta                           | 2B185      | CC Nebbiu - Conca d'Oro | 26,61            | 1 816 (2022)                      | 68                 | modifier les données · modifier les données |
| Olmeta-di-Tuda                   | 2B188      | CC Nebbiu - Conca d'Oro | 17,40            | 563 (2022)                        | 32                 | modifier les données · modifier les données |
| Piève                            | 2B230      | CC Nebbiu - Conca d'Oro | 19,70            | 116 (2022)                        | 5,9                | modifier les données · modifier les données |
| Poggio-d'Oletta                  | 2B239      | CC Nebbiu - Conca d'Oro | 16,16            | 216 (2022)                        | 13                 | modifier les données · modifier les données |
| Rapale                           | 2B257      | CC Nebbiu - Conca d'Oro | 10,16            | 162 (2022)                        | 16                 | modifier les données · modifier les données |
| Rutali                           | 2B265      | CC Nebbiu - Conca d'Oro | 17,11            | 519 (2022)                        | 30                 | modifier les données · modifier les données |
| Saint-Florent                    | 2B298      | CC Nebbiu - Conca d'Oro | 17,98            | 1 685 (2022)                      | 94                 | modifier les données · modifier les données |
| San-Gavino-di-Tenda              | 2B301      | CC Nebbiu - Conca d'Oro | 50,44            | 58 (2022)                         | 1,1                | modifier les données · modifier les données |
| Santo-Pietro-di-Tenda            | 2B314      | CC Nebbiu - Conca d'Oro | 125,66           | 339 (2022)                        | 2,7                | modifier les données · modifier les données |
| Sorio                            | 2B287      | CC Nebbiu - Conca d'Oro | 15,56            | 129 (2022)                        | 8,3                | modifier les données · modifier les données |
| Vallecalle                       | 2B333      | CC Nebbiu - Conca d'Oro | 6,91             | 163 (2022)                        | 24                 | modifier les données · modifier les données |
| Canton de Biguglia-Nebbio        | 2B05       |                         | 377,20           | 14 308 (2022)                     | 38                 | modifier les données                        |

## Démographie
En 2022, le canton comptait 14 308 habitants, en évolution de +1,13 % par rapport à 2016 (Haute-Corse : +5,15 %, France hors Mayotte : +2,11 %).
| 2013   | 2018   | 2022   |
| ------ | ------ | ------ |
| 13 746 | 14 262 | 14 308 |